# Botanophila fanjingensis
Botanophila fanjingensis este o specie de muște din genul Botanophila, familia Anthomyiidae, descrisă de Wei în anul 2006. Conform Catalogue of Life specia Botanophila fanjingensis nu are subspecii cunoscute.